# اوکوموش‌لار (آرتوین)
اوکوموش‌لار (به ترکی استانبولی: Okumuşlar) یک منطقهٔ مسکونی در ترکیه است که در آرتوین واقع شده‌است. اوکوموش‌لار ۱۴ نفر جمعیت دارد.